# Самервил (Јужна Каролина)
Самервил (енгл. Summerville) град је у америчкој савезној држави Јужна Каролина.

## Демографија
По попису из 2010. године број становника је 43.392, што је 15.64 (56,4%) становника више него 2000. године.
| Група             | 2000.          | 2010.          |
| Белци             | 21.131 (76,1%) | 30.101 (69,4%) |
| Афроамериканци    | 5.379 (19,4%)  | 9.304 (21,4%)  |
| Азијати           | 248 (0,9%)     | 657 (1,5%)     |
| Хиспаноамериканци | 547 (2,0%)     | 2.165 (5,0%)   |
| Укупно            | 27.752         | 43.392         |